# Aphrophila multidentata
Aphrophila multidentata är en tvåvingeart som beskrevs av Alexander 1931. Aphrophila multidentata ingår i släktet Aphrophila och familjen småharkrankar. Inga underarter finns listade i Catalogue of Life.